# کرم‌بست
کرم‌بست، روستایی از توابع بخش بیلوار شهرستان کرمانشاه در استان کرمانشاه ایران است. مردمان این روستا اصالتاً  از ایل کلهر ایوان غرب و از طایفه بانه سیری کلهر می باشند که در گذشته به این منطقه آمده و از ساکنان قدیمی منطقه می باشند. 

## جمعیت
این روستا در دهستان پشت دربند قرار دارد و براساس سرشماری مرکز آمار ایران در سال ۱۳۸۵، جمعیت آن ۶۳۸ نفر (۱۶۶خانوار) بوده‌است.

## بحران آب
در ۲۲ شهریور ۱۴۰۱ سرپرست فرمانداری شهرستان کرمانشاه اعلام کرد که خشکسالی در بخش بیلوار باعث شده تا ۴۰۰ هکتار از باغ‌های روستای کرم‌بست در خطر نابودی قرار گرفته و به آب‌رسانی فوری نیاز داشته‌باشد.